# 魏辰
魏辰（2000年7月5日—），中國大陸歌手。出生於河南省驻马店遂平，個人所属經紀公司為YG娛樂、曜星文化。

## 个人资料
2000年7月5日，出生于河南省。

## 經歷
魏辰13岁参加过湖南卫视的湖南卫视《奇舞飞扬》。
魏辰签约韩国娱乐公司YG，成为YG娱乐的练习生，专长饶舌和跳舞。
2020年三月，与王思予共同代表曜星文化参加爱奇艺偶像女团养成真人秀节目《青春有你》第二季。在位置测评中表演了《Play我呸》，获得了57票。在学员小组竞演歌曲表演了《MAMA》，并担任团队里的中心位，她的表现力得到了网友的好评。魏辰获得55票，排名22。在小组复仇赛表演了《有点甜》。
但最终在第十六期的顺位排名，以排名46的位置被淘汰。
2023年4月7日，以風華秋實旗下女團un!vu5出道。

## 音樂作品

### 青春有你2时期
| 发行时间 | 歌曲名称（歌曲说明）                      | 原唱者          |
| -------- | ----------------------------------------- | --------------- |
| 2020     | 《Hustle》（初评级舞台）                  | 陳梓童          |
| 2020     | 《让世界充满爱》（全体训练生共唱公益歌曲) | 群星            |
| 2020     | 《Play我呸》（位置测评歌曲）              | 蔡依林          |
| 2020     | 《Yes! Ok!》（《青春有你2》主题曲)        | 青春有你2训练生 |
| 2020     | 《MAMA》（小组竞演歌曲）                  | EXO             |
| 2020     | 《有点甜》（小组复仇歌曲）                | 汪蘇瀧／BY2     |
| 2020     | 《Lion》(主題考核歌曲)                    | [ 註 1 ]        |

## 影視作品

### 固定綜藝節目
| 日期                  | 頻道     | 節目名稱           | 備註   |
| --------------------- | -------- | ------------------ | ------ |
| 2013年                | 湖南卫视 | 《奇舞飞扬》       | 參賽者 |
| 2020年3月12日－5月2日 | 爱奇艺   | 《青春有你第二季》 | 參賽者 |

## 註解
1. ↑  参与主题考核训练，但因在第十六期被淘汰，无法表演曲目

## 外部連結
- 魏辰的新浪微博
- 魏辰的Instagram帳戶
- 魏辰的哔哩哔哩个人空间